# Tom Novembre
Tom Novembre, nome d'arte di Jean Thomas Couture (Nancy, 8 novembre 1959), è un attore, cantante e doppiatore francese.

## Biografia
Figlio di Jean-Pierre Couture, professore d'arte che divenne anche decoratore e antiquario, e di Odette Michel, professoressa di francese trasferitasi negli Stati Uniti, ha un fratello maggiore (Charlélie) e una sorella (Sophie). Attivo in cinema, musica e teatro, ha lavorato anche in Italia, con Bernardo Bertolucci ne Il tè nel deserto, con Denis Rabaglia nel film Azzurro e con Gabriele Salvatores nel film Denti.

## Filmografia
- Elsa, Elsa, regia di Didier Haudepin (1985)
- Mon beau-frère a tué ma sœur, regia di Jacques Rouffio (1985)
- Suivez mon regard, regia di Jean Curtelin (1985)
- Un uomo, una donna oggi (Un homme et une femme : 20 ans déjà), regia di Claude Lelouch (1986)
- Signé Renart, regia di Michel Soutter (1986)
- Agent trouble, regia di Jean-Pierre Mocky (1987)
- La Salle de bain, regia di John Lvoff (1988)
- Le Crime d'Antoine, regia di Marc Rivière (1988)
- Jour après jour, regia di Alain Attal (1988)
- Monsieur, regia di Jean-Philippe Toussaint (1989)
- Le Langage des fleurs, regia di Manuel Boursinhac (1989)
- Damned, regia di Astrid Lecardonel (1989)
- Vol nuptial, regia di Dominique Crêvecoeur (1989)
- Il tè nel deserto, regia di Bernardo Bertolucci (1990)
- Blanc d’ébène, regia di Cheik Doukouré (1991)
- La Sévillane, regia di Jean-Philippe Toussaint (1992)
- Une journée chez ma mère, regia di Dominique Cheminal (1992)
- Ville à vendre, regia di Jean-Pierre Mocky (1993)
- Prêt-à-Porter, regia di Robert Altman (1994)
- Save the Rabbits, regia di Jean-Pierre Marois (1994)
- Luc et Marie, regia di Philippe Boon e Laurent Brandenbourger (1995)
- Le Loup-garou de Paris, regia di Anthony Waller (1997)
- La revanche de Lucy (1998)
- La Patinoire, regia di Jean-Philippe Toussaint (1998)
- Les Infortunes de la beauté, regia di John Lvoff (1999)
- Noël et les garçons, regia di Jean-Marc Vincent (2000)
- Azzurro, regia di Denis Rabaglia (2000)
- Denti, regia di Gabriele Salvatores (2000)
- Raisons économiques, regia di Patrick Jourdan e Sören Prevost (2002)
- Le Ventre de Juliette, regia di Martin Provost (2002)
- Après la pluie, le beau temps, regia di Nathalie Schmidt (2003)
- Moi et mon blanc, regia di S. Pierre Yameogo (2003)
- Casablanca Driver, regia di Maurice Barthélemy (2004)
- Espace Détente, regia di Bruno Solo e Yvan Le Bolloc'h (2004)
- Un fil à la patte, regia di Michel Deville (2005)
- Ma vie en l'air, regia di Rémi Bezançon (2005)
- Exes, regia di Jean-François Chiron (2005)
- L'arbre d'Hugo (2007)
- 13 French Street, regia di Jean-Pierre Mocky (2007)
- Testostérone (2008)
- Une exécution ordinaire, regia di Marc Dugain (2010)
- Nouvelle Vague, regia di Richard Linklater (2025)

## Doppiaggio
- Gran Gufo in Eddy e la banda del sole luminoso
- Z in One Piece Film: Z
- Pa in Les Crumpets

## Doppiatori italiani
Nelle versioni in italiano delle opere in cui ha recitato, Tom Novembre è stato doppiato da:
- Massimo Giuliani in Prêt-à-Porter
- Hakim Zejjari in Azzurro
- Luca Ward in Denti